# Liczebnik
Liczebnik – część mowy określająca cechy ilościowe desygnatu: liczbę, ilość, liczebność, wielokrotność lub kolejność. Odpowiadają na pytania: ile? który z kolei?
Liczebniki występują w większości języków świata. Za wyjątek uchodzi język pirahã z dżungli amazońskiej. W języku tym występują tylko wyrazy hoi – mało i baagiso – dużo. Nie występuje też liczba mnoga rzeczowników i zaimków.
W językach indoeuropejskich, semickich, ałtajskich i chińsko-tybetańskich system liczebnika jest oparty na układzie dziesiętnym. Rozpowszechnienie tej bazy wynika z faktu, że ludzie mają dziesięć palców u rąk.
Wiele plemion w Afryce i Oceanii używa systemu opartego na liczebnikach o bazie 5. W niektórych językach Nowej Gwinei system jest oparty na bazie 4 lub 8. Prekolumbijska cywilizacja Majów używała systemu dwudziestkowego, a Sumerowie – sześćdziesiątkowego.

## Liczebnik w języku polskim
W języku polskim wyróżnia się następujące rodzaje:
- liczebniki główne (np. jeden, dwa, trzy),
- liczebniki porządkowe (np. pierwszy, drugi, trzeci),
- liczebniki zbiorowe (np. dwoje, troje, czworo),
- liczebniki ułamkowe (np. jedna druga, trzy czwarte),
- liczebniki nieokreślone (np. kilka, wiele, dużo, kilkaset),
- liczebniki mnożne (np. potrójny),
- liczebniki wielorakie (np. trojaki).

Liczebników zbiorowych używa się do określenia liczby, w przypadku:
1. płci mieszanej, np. dwudziestu pracowników (sami mężczyźni lub same kobiety) → dwadzieścioro pracowników (kobiety i mężczyźni);
2. rzeczowników zakończonych w mianowniku, w liczbie pojedynczej na -ę, np. dwoje jagniąt (w mianowniku forma jagnię);
3. gdy rzeczownik nie występuje w liczbie pojedynczej, np. troje skrzypiec (rzeczownik skrzypce nie występuje w liczbie pojedynczej); UWAGA! Nie stosować przy rzeczownikach niepoliczalnych!
4. w tradycyjnych połączeniach, np. dwoje oczu (rzeczownik oko występuje w liczbie pojedynczej i nie kończy się w mianowniku na -ę, ale utarło się w języku polskim, że należy zastosować liczebnik zbiorowy).

Rzeczowniki odliczebnikowe (liczebnik abstrakcyjny) są to rzeczowniki powstałe na podstawie liczebnika np. jedynka, dwójka, trójka.